# Державні геодезичні мережі
Державні геодезичні мережі.

## Державні геодезичні мережі і їх призначення
Для всіх галузей управління державою і для використання її природних багатств необхідна точна топографічна карта. Вона є результатом загального топографічного знімання держави методом аерофотознімання для створення топографічних карт масштабів від 1:10000 до 1:100000.
Спеціальні великомасштабні знімання масштабів 1:5000, 1:2000, 1:1000, 1:500 виконують для цілей промислового і міського будівництва, для будівництва гідротехнічних споруд та інших інженерних проектів.
Основою проведення землевпорядних заходів є, також, топографічні карти і плани.
Для проведення топографічних, картографічних і землевпорядних робіт необхідно мати добре розвинуту державну геодезичну мережу.

Державна геодезична мережа України є головною геодезичною основою топографічних знімань і повинна задовольняти вимоги : народного господарства і оборони України  при вирішенні інженерно-технічних і наукових задач.

## Основні методи побудови державної геодезичної мережі та мереж згущення
Державна геодезична мережа будується методами тріангуляції, полігонометрії, і їх сполученням, забезпечуючи планові Х і У і поверхневі В і L координати пунктів (див.статтю Проектування і рекогностування геодезичних мереж.), (див.статтю Попередні обчислення в планових геодезичних мережах), (див.статтю Визначення елементів приведення ).
Висотну координату Z ( або Н ) визначають методами нівелювання:
геометричним, тригонометричним, гідростатичним...
Геодезичною мережею називається система точок на поверхні Землі, закріплених спеціальними центрами і знаками, координати яких визначено геодезичними методами.
Метод тріангуляції запропонував у 1617 році голландський вчений Снелліус при вимірюванні дуги меридіану між містами Алькаамаром і Берген-он-Зоомом.
Геодезична мережа складається з трикутників у яких вимірюються всі кути і одна або кілька сторін. Мережу редукують (відносять) на поверхню земного еліпсоїда або на площину. Маючи координати вихідної точки і азимут лінії, обчислюють координати всіх точок мережі.

Метод тріангуляції застосовують на відкритій і напіввідкритій місцевості, гірській місцевості.
В закритій місцевості застосовують метод полігонометрії у вигляді різного роду ходів і полігонів. В полігонометрії вимірюються всі кути і сторони.

До недавнього часу полігонометрія і тріангуляція були основними методами побудови державних геодезичних мереж. Вони були добре вивчені як у теоретичному так і в практичному плані.
В останній час широке застосування находять методи побудови геодезичних мереж - трилатерація і лінійно-кутові мережі.
Схема побудови геодезичної мережі в трилатерації і лінійно-кутовій тріангуляції така сама, як і в тріангуляції.
У першому методі вимірюються лише сторони трикутників (кутів не виміряють), а в другому виміряють всі кути і всі сторони. В трилатерації виміряють всі довжини сторін радіовіддалемірами або світловіддалемірами, що дає більшу точність.
Лінійно-кутовий метод - найточніший метод визначення геодезичних координат.
Координати точок земної поверхні можна визначити астрономічними і супутниковими методами. Супутникова система GPS (Global Pozision
System) забезпечує високу точність автономного визначення координат пунктів при мінімальному часі спостережень.
Державні мережі 1 і 2 класу використовують для створення єдиної системи координат, а також для вирішення наукових задач - визначення розмірів і фігури Землі, горизонтальних та вертикальних рухів земної кори і т. п.
Мережі 3 і 4 класів служать для обґрунтування топографічного знімання дрібних масштабів до 1:10000.
Державна геодезична мережа країни допускає похибку у взаємному положенні суміжних точок не більше як 1:25000.
Геодезичні мережі згущення 1 і 2 розряду використовуються для обґрунтування топознімань в масштабах 1:5000-1:500 і для виконання інженерних робіт. Відносна похибка у взаємному положенні пунктів в цих мережах становить 1:10000.
Знімальні мережі є основою для топознімань всіх масштабів і створюються методами різного роду засічок, прокладанням теодолітних, мензульних ходів. Точність планових мереж 1:3000, а висотних, де L - довжина ходу в км.

Густоти пунктів державних мереж недостатньо для виконання геодезичних робіт. Наприклад, для створення карти масштабу 1:2000 необхідно мати один пункт державної мережі на площу 5-15 кв. км. Виникає необхідність в згущенні мережі, в збільшенні кількості пунктів на місцевості. Це робиться за допомогою мереж згущення, які розвиваються двома методами - полігонометрії і тріангуляції 1 і 2 розрядів. Висоти мереж згущення визначають методами технічного нівелювання.
Мережі згущення можуть створюватися методом парних ланок засічок, методом несуцільних спостережень тріангуляції, лінійно-кутовим методом несуцільних спостережень, методом несуцільних спостережень чотирикутників без діагоналей.
Крім цього, мережі згущення можуть створюватися способом професора Зубрицького чотирикутників без діагоналей, способом бокових засічок професора Дурнєва і полюсним способом доцента Романчука.

Спостереження напрямків ведуться лише на пунктах 1,2,5,6. Замість спостережень на 10 пунктах, виміри проводяться лише на чотирьох; б) геодезичні мережі несуцільних спостережень тріангуляції. Вимірювання проводяться на пунктах А, В, 1, 4, 5, 6, С, Д. Не проводять спостереження напрямків на пунктах 2,3,7; в) лінійно-кутові мережі несуцільних спостережень. Електронний тахеометр встановлюється лише на пунктах 1 і 5, на яких вимірюються всі кути і сторони; г) метод несуцільних спостережень чотирикутників без діагоналей. На відміну від метода чотирикутників без діагоналей професора Зубрицького, де на всіх пунктах виміряються кути, в даній схемі пункти 2 і 5 недоступні для кутових вимірювань. Подвійними лініями показані виміряні сторони. Суцільна лінія, яка переходить у пунктирну означає односторонньо спостерігаємий напрямок. У лінійно-кутовому методі така лінія означає ще й виміряну сторону (мал. 1.3. в).

Принципові схеми побудови геодезичних мереж (мал. 1.4):
а) полюсним методом доцента Романчука; б) методом бокових засічок професора Дурнєва. Сторони, які показані однією лінією розраховуються за формулами, а не вимірюються. Суцільні лінії, які переходять в пунктирні означають візування на недоступний пункт. У кожному пункті даних мереж вимірюються всі кути або напрямки...

## Основні положення 1945-61 рр. побудови державної геодезичної мережі
Ряди тріангуляції 1 класу прокладаються вздовж меридіанів і паралелей периметром 800-1000 км. На перетинах рядів 1 класу вимірюються базисні сторони, на кінцях яких астрономічно визначають широти, довготи і азимути (спостерігають пункти Лапласа). Вздовж рядів тріангуляції 1 класу виконуються астрономо-геодезичне нівелювання для визначення висот геоїда. Тріангуляцію 1 класу прийнято називати астрономо-геодезичною мережею держави.
Тріангуляція 2 класу будується без рядів у вигляді заповнюючої мережі. Базисні сторони розміщуються рівномірно через 25 трикутників.
Геодезичні мережі 3 і 4 класів будуються вставкою окремих систем, трикутників і пунктів у мережі тріангуляції вищих класів.
Нинішня програма геодезичної мережі характеризується вищою точністю кутових і лінійних вимірювань.
| Клас або розряд            | Довжина сторін, км         | Допустима похибка вимірювання кутів | Допустима нев'язка в трикутниках | Допустима похибка базисних сторін | Похибка сторін у найслабшому місці |
| Державні геодезичні мережі | Державні геодезичні мережі | Державні геодезичні мережі          | Державні геодезичні мережі       | Державні геодезичні мережі        | Державні геодезичні мережі         |
| -------------------------- | -------------------------- | ----------------------------------- | -------------------------------- | --------------------------------- | ---------------------------------- |
| 1                          | 20-25                      | 0,7"                                | 3"                               | 1:400000                          | 1:150000                           |
| 2                          | 7-20                       | 1"                                  | 4"                               | 1:300000                          | 1:200000                           |
| 3                          | 5-8                        | 1,5"                                | 6"                               | 1:200000                          | 1:200000                           |
| 4                          | 2-5                        | 2,0"                                | 8"                               | 1:150000                          | 1:70000                            |
| Геодезичні мережі згущення |                            |                                     |                                  |                                   |                                    |
| 1р.                        | 2-5                        | 5"                                  | 20"                              | 1:100000                          | 1:50000                            |
| 2р.                        | 0,3-3                      | 10"                                 | 40"                              | 1:50000                           | 1:25000                            |

| Елементи полігонометрії                            | Значення   | Значення   | Значення | Значення         |
| -------------------------------------------------- | ---------- | ---------- | -------- | ---------------- |
| Елементи полігонометрії                            | 1          | 2          | 3        | 4                |
| Периметр полігону                                  | 700-800 км | 150-180 км | 60 км    | 35 км            |
| Довжина діагоналі                                  | 200 км     | 60 км      | 30 км    | 11-15 км         |
| Довжина сторони                                    | 8-30 км    | 5-18 км    | 3-10 км  | Не менше 0,25 км |
| Число сторін в ланці (ході)                        | 12         | 6          | 6        | 10-20            |
| Точність вимірювання кутів                         | 0,4"       | 1"         | 1,5"     | 1,5"             |
| Точність вимірювання сторін                        | 1:400000   | 1:200000   | 1:100000 | 1:400000         |
| Допустима відносна похибка полігонометричного ходу |            |            |          | 1:25000          |

| Показники | 4 клас  | 1 розряд | 2 розряд |
| --- | ------- | -------- | -------- |
| Гранична довжина ходу, км : окремо                                                                           | 14,0    | 7,0      | 4,0      |
| Між вихідною і вузловою точками                                                                              | 9,0     | 5,0      | 3,0      |
| Між вузловими точками                                                                                        | 7,0     | 4,0      | 2,0      |
| Граничний периметр полігону, км                                                                              | 40      | 20       | 12       |
| Середні довжини сторін ходу, км                                                                              | 0,50    | 0,30     | 0,20     |
| Максимальні довжини, км                                                                                      | 3,0     | 8,0      | 5,0      |
| Мінімальні довжини, км                                                                                       | 0,25    | 0,12     | 0,08     |
| Кількість сторін в ході, не більше                                                                           | 15      | 15       | 15       |
| Відносна помилка ходу, не більше                                                                             | 1:25000 | 1:10000  | 1:5000   |
| Середня квадратична помилка виміряного кута ( за нев'язками у ходах і полігонах ), кутові секунди, не більше | 3"      | 5"       | 10"      |
| Кутова нев'язка ходу або полігону, кутові секунди, не більше, де n - кількість кутів у ході                  | 5√L     | 10√L     | 20√L     |
| Середня квадратична помилка вимірювання довжини сторони, в см: до 500 м.                                     | 1       | 1        | 1        |
| Більше 1000 м                                                                                                | 1:40000 | -        | -        |
| Від 500 до 1000 м                                                                                            | 2       | 2        | 2        |

| Показники | 4 клас   | 1 розряд | 2 розряд |
| --- | -------- | -------- | -------- |
| Довжина сторони трикутника, км, не більше                                                                       | 5,0      | 5,0      | 3,0      |
| Мінімально допустима величина кута, кутові градуси : у суцільній мережі                                         | 20°      | 20°      | 20°      |
| Сполучного ланцюжку : трикутників                                                                               | 30°      | 30°      | 30°      |
| У вставці | 30°      | 30°      | 30°      |
| Кількість трикутників між вихідними сторонами або між вихідним пунктом і вихідною стороною, не більше           | 10       | 10       | 10       |
| Мінімальна довжина вихідної сторони, км                                                                         | 2        | 1        | 1        |
| Граничні значення середньої квадратичної похибки кута, що обчислена за нев'язками у трикутниках, кутові секунди | 2"       | 5"       | 10"      |
| Гранично допустима нев'язка в трикутнику, сек                                                                   | 8"       | 20"      | 40"      |
| Відносна помилка вихідної сторони                                                                               | 1:200000 | 1:50000  | 1:20000  |
| Допустима відносна помилка сторони в найбільш слабкому місці                                                    | 1:50000  | 1:20000  | 1:10000  |

| Показники | 4 клас   | 1 розряд | 2 розряд |
| --- | -------- | -------- | -------- |
| Довжина сторони трикутника, км                                                                                  | 2-5      | 0,5-5    | 0,25 - 3 |
| Мінімально допустима величина кута трикутника                                                                   | 30°      | 20°      | 20°      |
| Гранична довжина ланцюга трикутників між вихідними сторонами, або між вихідним пунктом і вихідною стороною (км) | 14,0     | 7,0      | 4,0      |
| Кількість трикутників між вихідними сторонами або між вихідним пунктом і вихідною стороною                      | 10       | 10       | 10       |
| Мінімальна довжина вихідної сторони, км                                                                         | 2        | 1        | 1        |
| Відносна середня квадратична похибка вимірювання сторони мережі                                                 | 1:120000 | 1:80000  | 1:40000  |

| Частота     | Довжина бази, км     | Кількість супутників | Тривалість сесії, хв | Точність визначення (106- Д) мм |
| ----------- | -------------------- | -------------------- | -------------------- | ------------------------------- |
|             | Статистичне знімання |                      |                      |                                 |
| Одна        | 1                    | 4 5                  | 30 25                | 5-10                            |
| Одна        | 5                    | 4 5                  | 60 30                | 5                               |
| Одна        | 10                   | 4 5                  | 90 60                | 4                               |
| Одна        | 30                   | 4 5                  | 120 90               | 3                               |
| Одна        | Кінематичне знімання | Кінематичне знімання | Кінематичне знімання | Кінематичне знімання            |
| Одна        | 3                    | 5                    | 0,1                  | 10                              |
| Дві(Р код ) | 100                  | 5                    | 0,1                  | 3                               |

Розвиток геодезичних мереж можна виконувати також за допомогою GPS спостережень. Для визначення координат геодезичних пунктів застосовують такі методи GPS - знімання:
- статичний (статичне знімання);
- кінематичний (кінематичне знімання);
- псевдокінематичний (статичний переривчастий).
Вибір методу знімання залежить від вимог до точності визначення пунктів.
Державною висотною геодезичною мережею є нівелірні мережі І, II, III і IV класів точності. Нівелірна мережа І і II класів є головною висотною основою за допомогою якої встановлюється єдина система висот на всій території України. Нівелірна мережа III і IV класів служить для забезпечення висотами топографічних знімань і рішення інженерних задач.
|                                   | I клас | II клас | III клас | VI клас | Технічне нівелювання |
| --------------------------------- | ------ | ------- | -------- | ------- | -------------------- |
| Допустима нев'язка f h доп ( ММ ) | 2√L    | 3√L     | 5√L      | 20√L    | 50√L                 |
| На станції ( мм )                 | -      | -       | ±3       | ±5      | ±5                   |

де L - довжина нівелірного ходу в км.
| Клас нівелювання | Нормальна довжина візирного променя (м) | Мінімальна висота візирного променя | Нерівність віддалей від нівеліра до рейки, м | Нерівність віддалей від нівеліра до рейки, м |
| Клас нівелювання | Нормальна довжина візирного променя (м) | Мінімальна висота візирного променя | На станції                                   | По секції                                    |
| ---------------- | --------------------------------------- | ----------------------------------- | -------------------------------------------- | -------------------------------------------- |
| III              | 75                                      | 0,3                                 | 2                                            | 5                                            |
| IV               | 100                                     | 0,2                                 | 5                                            | 10                                           |

Периметри полігонів нівелювання І і II класів складають 2800 і 600 км відповідно.
Периметри полігонів нівелювання III класу в основному не перевищують 150 км.
Довжина ліній нівелювання IV класу не повинна перевищувати 50 км.
На лініях зі значним ухилом, коли число станцій на 1 км ходу більше 25, гранична нев'язка в технічному нівелюванні можна підрахувати за формулою, де n - число штативів в ході або в полігоні.
Висновки.
Державна геодезична мережа є головною геодезичною основою топографічних знімань усіх масштабів.
Державна геодезична мережа об'єднує в єдине ціле планову і висотну геодезичні мережі.
Планова геодезична мережа поділяється на:
- астрономо-геодезичну мережу 1 та 2 класів;
- геодезичні мережі згущення 3 класу.

Висотна геодезична мережа поділяється на:
- нівелірні мережі І і II класів;
- нівелірні мережі III і IV класів.

Державна геодезична мережа створюється відповідно до вимог діючих "основних положень про державну геодезичну мережу України", інструкцій та інших нормативних документів.
Розрядні геодезичні мережі згущення є основою топографічних знімань у масштабах 1:5000, 1:2000, 1:1000 і 1:500 та інших інженерних робіт.
Написання статті ініційоване Літнарович Руслан Миколайович